# لایوش کورانیی
لایوش کورانیی (مجاری: Korányi Lajos; ۱۵ مهٔ ۱۹۰۷ – ۲۹ ژانویهٔ ۱۹۸۱) بازیکن فوتبال اهل مجارستان بود.
از باشگاه‌هایی که در آن بازی کرده‌است می‌توان به باشگاه فوتبال فرنتس‌واروش اشاره کرد.
وی همچنین در تیم ملی فوتبال مجارستان بازی کرده‌است.